# Teorema delle radici razionali
In algebra, il teorema delle radici razionali afferma che ogni soluzione razionale di un'equazione polinomiale a coefficienti interi:
{\displaystyle a_{n}x^{n}+a_{n-1}x^{n-1}+\ldots +a_{0}=0,\quad a_{n},\ldots ,a_{0}\in \mathbb {Z} ,\,a_{n}\neq 0,}
è della forma {\displaystyle p/q}, dove {\displaystyle p} e {\displaystyle q} sono coprimi, e:
- {\displaystyle p} è un divisore del termine noto {\displaystyle a_{0}};
- {\displaystyle q} è un divisore del coefficiente direttore {\displaystyle a_{n}}.

Il teorema non dà alcuna informazione su eventuali radici irrazionali o complesse.
Ad esempio, se consideriamo un'equazione del tipo:
{\displaystyle 3x^{3}-10x^{2}+x-4=0,}
allora le eventuali radici razionali sono contenute nell'insieme seguente:
{\displaystyle \left\{\pm {4 \over 3},\pm {2 \over 3},\pm {1 \over 3},\pm 4,\pm 2,\pm 1\right\}.}
Se il polinomio è monico, cioè è {\displaystyle a_{n}=1}, evidentemente la formula si semplifica restringendo le opzioni ai soli divisori del termine noto. La verifica di ogni singola possibile radice si può ad esempio effettuare con il teorema del resto (o con la regola di Ruffini se si vuole ottenere direttamente anche il quoziente). Se nessun valore soddisfa le condizioni, allora tutte le radici del polinomio (che esistono per il teorema fondamentale dell'algebra) sono irrazionali o complesse. Al contrario, se sono state trovate {\displaystyle n} radici razionali, allora il polinomio è completamente fattorizzabile come prodotto di polinomi di primo grado con coefficienti razionali.

## Dimostrazione
Il teorema delle radici razionali è una diretta conseguenza del lemma di Gauss, che afferma che se un polinomio (a coefficienti interi) è fattorizzabile sui razionali, allora lo è anche sugli interi.
Quindi se esiste una radice razionale {\displaystyle p/q}, ciò significa che possiamo scrivere il nostro polinomio iniziale come {\displaystyle (qx-p)\cdot (b_{n-1}x^{n-1}+\ldots +b_{0})} con tutti i {\displaystyle b_{i}} interi. Moltiplicando (i coefficienti intermedi non sono rilevanti) e sfruttando il fatto che due polinomi sono uguali se e solo se coincidono tutti i coefficienti, otteniamo {\displaystyle a_{n}=b_{n-1}\cdot q} e {\displaystyle a_{0}=b_{0}\cdot p}, da cui il teorema.
In altro modo, supponiamo che la frazione {\displaystyle p/q} sia una radice del polinomio. Possiamo supporre che la frazione sia ridotta ai minimi termini, ovvero che gli interi {\displaystyle p} e {\displaystyle q} siano primi fra loro. Sostituendo si ottiene
{\displaystyle a_{n}(p/q)^{n}+a_{n-1}(p/q)^{n-1}+\ldots +a_{1}(p/q)+a_{0}=0,}
da cui, moltiplicando per {\displaystyle q^{n}},
{\displaystyle a_{n}p^{n}+a_{n-1}p^{n-1}q+\ldots +a_{1}pq^{n-1}+a_{0}q^{n}=0.}
Ora {\displaystyle p} divide i primi {\displaystyle n} termini, dunque deve dividere anche l'ultimo termine {\displaystyle a_{0}q^{n}}. Dato che {\displaystyle p} e {\displaystyle q} sono primi fra loro, {\displaystyle p} deve dividere {\displaystyle a_{0}}. Con un ragionamento analogo si deduce che {\displaystyle q} divide {\displaystyle a_{n}}.